# Triaxiaalproef
De triaxiaalproef is een laboratoriumproef die gebruikt wordt in de grondmechanica om de schuifweerstandskarakteristieken van een grondmonster, en dus ook de grond waaruit het monster werd gehaald, te bepalen.
Deze proef lijkt op een drukproef, al kan men hier naast de axiale spanning ook de radiale spanning veranderen, of het ontsnappen van water uit het proefstuk beletten. Meestal gaat de proef als volgt:
1. Zowel de radiale als axiale spanning stijgen;
2. Enkel de axiale spanning wordt opgevoerd, het water kan al dan niet draineren, tot het materiaal breekt.

Met de radiale en axiale spanning bij breuk kan men de cirkels van Mohr voor de breuk tekenen, er zijn er meerdere, er werden namelijk meerdere proeven op hetzelfde grondtype uitgevoerd. Dan tekent men de gemeenschappelijke raaklijn aan de cirkels van Mohr bij verschillende radiale spanningen (figuur: stippellijn). De hoek van deze rechte met de horizontale is de hoek van inwendige wrijving φ, het snijpunt met de verticale is de cohesie c. Indien het water kan draineren kan men de effectieve waarden bepalen, kan het niet draineren dan wordt de schijnbare of totale waarden bepaald.